# Ashley Wagner
Pour les articles homonymes, voir Wagner.
Ashley Wagner, née le 16 mai 1991 à Heidelberg (Allemagne), est une patineuse artistique américaine.
Elle est médaillée de bronze dans l'épreuve par équipes aux Jeux olympiques de 2014 où elle est septième en individuel.
Au niveau national, elle est triple championne des États-Unis.
Au niveau international, elle a aussi gagné les Championnats des quatre continents en 2012, le Trophée de France en 2012 et 2013, le Skate America en 2012 ainsi que trois médailles aux Finales du Grand Prix ISU.

## Biographie

### Carrière sportive
Ashley Wagner est la première fille et l'unique fille du lieutenant-colonel Eric Wagner, de l'armée américaine  et Melissa James, une ancienne institutrice
Son frère cadet, Austin, était également patineur et a concouru au niveau national.
Son père étant militaire, la famille est contrainte de déménager régulièrement. Elle a  principalement vécu en Californie, en Alaska, au Kansas, dans l'État de Washington et en Virginie.

#### JO de Pyeongchang
Ayant terminé quatrième lors de  la pré-sélection organisé  à San José (Californie), le comité de sélection olympique de la Fédération américaine n'a pas  retenue Ashley Wagner pour les JO 2018 de Pyeongchang.
Ashley Wagner n'a pas manqué de critiquer cette décision : «Je suis en colère, j'ai produit un programme solide, un programme dont je suis fière», a-t-elle expliqué.
La saison de Ashley  Wagner a été perturbée par une blessure à une jambe qui l'a empêchée notamment de participer au Skate America.

## Palmarès
| Compétition                         | 2007    | 2008    | 2009    | 2010    | 2011    | 2012    | 2013    | 2014    | 2015    | 2016    | 2017    | 2018    |  |  |
| Jeux olympiques d'hiver             |         |         |         |         |         |         |         | 7e      |         |         |         |         |  |  |
| Championnats du monde               |         | 16e     |         |         |         | 4e      | 5e      | 7e      | 5e      | 2e      | 7e      | F       |  |  |
| Quatre continents                   |         | 8e      |         |         |         | 1re     |         |         |         |         |         | F       |  |  |
| Championnats des États-Unis         |         | 3e      | 4e      | 3e      | 6e      | 1re     | 1re     | 4e      | 1re     | 3e      | 2e      | 4e      |  |  |
| Championnats du monde juniors       | 3e      |         | 3e      | F       |         |         |         |         |         |         |         |         |  |  |
|                                     |         |         |         |         |         |         |         |         |         |         |         |         |  |  |
| Grand Prix ISU                      | 2006/07 | 2007/08 | 2008/09 | 2009/10 | 2010/11 | 2011/12 | 2012/13 | 2013/14 | 2014/15 | 2015/16 | 2016/17 | 2017/18 |  |  |
| Finale du Grand Prix                |         |         |         | 4e      |         |         | 2e      | 3e      | 3e      | 4e      |         |         |  |  |
| Skate America                       |         |         |         |         |         |         | 1re     | 2e      |         |         | 1re     | A       |  |  |
| Skate Canada                        |         | 5e      |         |         |         | 3e      |         |         | 2e      | 1re     |         | 3e      |  |  |
| Coupe de Chine                      |         |         | 4e      |         |         |         |         |         |         |         | 6e      |         |  |  |
| Trophée de France                   |         | 3e      |         |         |         |         | 1re     | 1re     | 3e      |         |         |         |  |  |
| Coupe de Russie                     |         |         |         | 2e      | 3e      |         |         |         |         |         |         |         |  |  |
| Trophée NHK                         |         |         | 4e      | 3e      | 5e      | 4e      |         |         |         | 4e      |         |         |  |  |
| Légende : F = Forfait ; A = Abandon |         |         |         |         |         |         |         |         |         |         |         |         |  |  |